# Qiantong (köpinghuvudort i Kina, Zhejiang Sheng, lat 29,22, long 121,35)
Qiantong (kinesiska: 前童, 前童镇) är en köpinghuvudort i Kina. Den ligger i provinsen Zhejiang, i den östra delen av landet, omkring 160 kilometer sydost om provinshuvudstaden Hangzhou. Antalet invånare är 20 030. Befolkningen består av 9 726 kvinnor och 10 304 män. Barn under 15 år utgör 16,0 %, vuxna 15-64 år 71 %, och äldre över 65 år 12,0 %.
Närmaste större samhälle är Ninghai, 10,0 km nordost om Qiantong. I omgivningarna runt Qiantong växer huvudsakligen savannskog.
Genomsnittlig årsnederbörd är 2 140 millimeter. Den regnigaste månaden är augusti, med i genomsnitt 364 mm nederbörd, och den torraste är januari, med 70 mm nederbörd.